# Turkey in the Straw
Turkey in the Straw est une chanson traditionnelle américaine datant du début du XIXe siècle. La chanson a été popularisée à la fin des années 1820 et au début des années 1830 par des chanteurs de minstrel show, notamment George Washington Dixon, Bob Farrell et George Nichols.

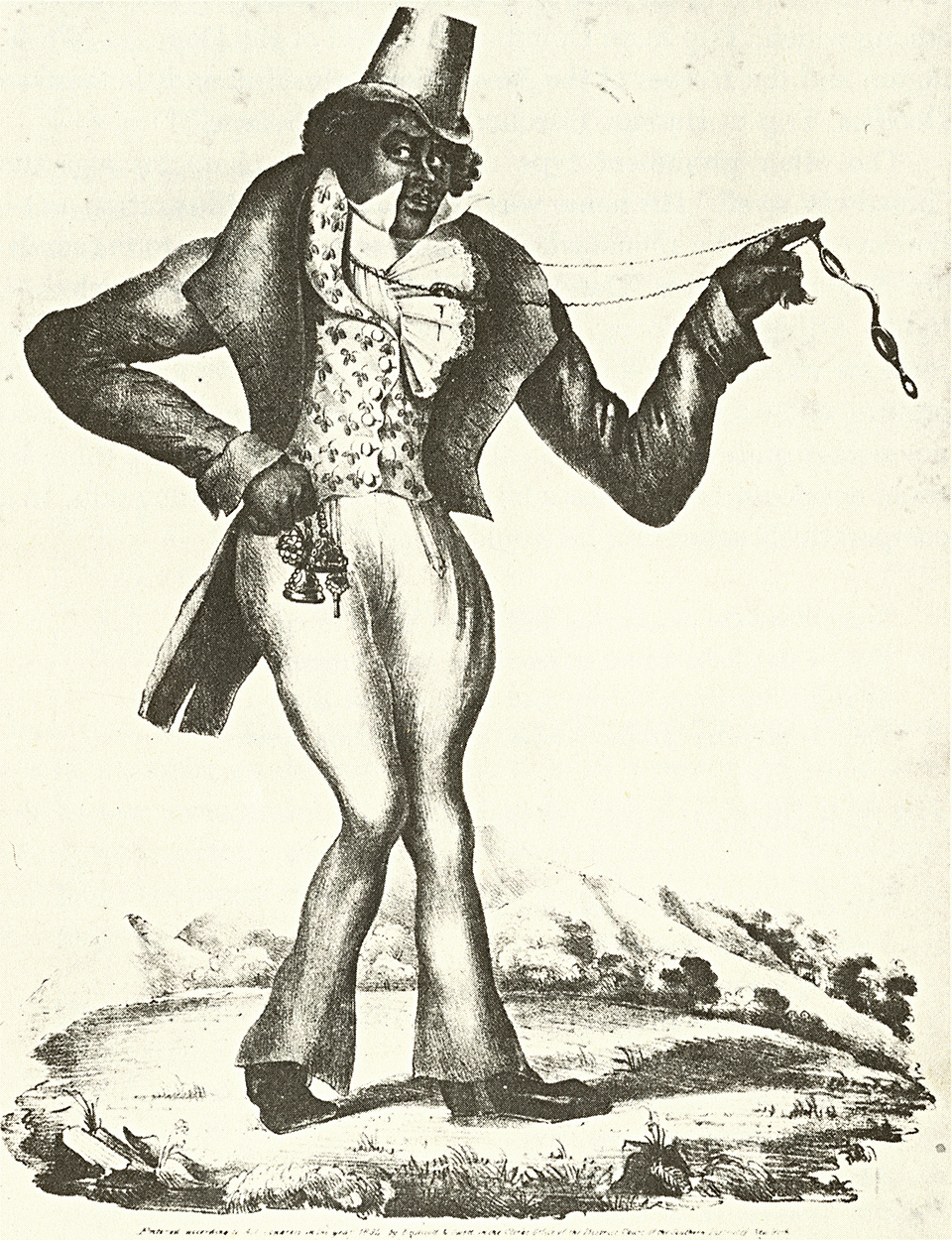
Page de garde de l'édition de 1834 de la partition de Zip Coon

Une autre chanson, Zip Coon utilise la même mélodie. Cette version a été publiée pour la première fois entre 1829 et 1834 à la fois à New York et à Baltimore. Les chanteurs énumérés précédemment en revendiquent la composition mais l'affaire n'a pas été tranchée et d'autres sont parfois crédités comme Daniel Decatur Emmett.
Turkey in the Straw est enregistrée en 1891 par le comédien de blackface Billy Golden pour la Columbia Phonograph Company.

## Utilisation
Cette musique est utilisée dans certains dessins animés : 
- Steamboat Willie (1928) de Walt Disney et Ub Iwerks
- Battling Bosko (1932) de Hugh Harman
- Le Fermier musicien (1932) de Wilfred Jackson
- Bosko's Store (1932) de Hugh Harman
- La Fanfare (1935) de Wilfred Jackson